# Diocesi di Kabinda
La diocesi di Kabinda (in latino Dioecesis Kabindaënsis) è una sede della Chiesa cattolica nella Repubblica Democratica del Congo suffraganea dell'arcidiocesi di Kananga. Nel 2023 contava 738.045 battezzati su 1.437.366 abitanti. La sede è vacante.

## Territorio
La diocesi si estende su due province della Repubblica Democratica del Congo. Comprende per intero i territori di Kabinda, Lubao e Lusambo e una parte di quello di Lubefu nella provincia del Kasai Orientale, e una parte del territorio di Kabongo nella provincia del Katanga.
Sede vescovile è la città di Kabinda, dove si trova la cattedrale di San Martino.
Il territorio si estende su 58.625 km² ed è suddiviso in 32 parrocchie, raggruppate in 6 decanati: Kabinda, Lubao, Lusambo, Kalonda, Tshungu e Basubuke.

## Storia
Il vicariato apostolico di Kabinda fu eretto il 24 marzo 1953 con la bolla Sanctae Ecclesiae di papa Pio XII, ricavandone il territorio dal vicariato apostolico di Luluabourg (oggi arcidiocesi di Kananga).
Il 10 novembre 1959 il vicariato apostolico è stato elevato a diocesi con la bolla Cum parvulum di papa Giovanni XXIII.
Nel 1963 ha ceduto una porzione del suo territorio a vantaggio dell'erezione dell'amministrazione apostolica di Mbuji-Mayi (oggi diocesi di Mbujimayi).
Il 12 gennaio 1974 ha ceduto un'ulteriore porzione di territorio alla diocesi di Kamina.

## Cronotassi dei vescovi
Si omettono i periodi di sede vacante non superiori ai 2 anni o non storicamente accertati.
- Georges Kettel, C.I.C.M. † (24 marzo 1953 - 19 dicembre 1968 dimesso[3])
- Matthieu Kanyama † (16 dicembre 1968 - 2 novembre 1995 ritirato)
- Valentin Masengo Mkinda † (2 novembre 1995 - 26 ottobre 2018 deceduto)
- Félicien Ntambue Kasembe, C.I.C.M. (23 luglio 2020 - 19 marzo 2024 nominato arcivescovo di Kananga)
  - Félicien Ntambue Kasembe, C.I.C.M., dal 19 marzo 2024 (amministratore apostolico)

## Statistiche
La diocesi nel 2023 su una popolazione di 1.437.366 persone contava 738.045 battezzati, corrispondenti al 51,3% del totale.
| anno | popolazione | popolazione | popolazione | presbiteri | presbiteri | presbiteri | presbiteri                | diaconi | religiosi | religiosi | parrocchie |
| anno | battezzati  | totale      | %           | numero     | secolari   | regolari   | battezzati per presbitero | diaconi | uomini    | donne     | parrocchie |
| ---- | ----------- | ----------- | ----------- | ---------- | ---------- | ---------- | ------------------------- | ------- | --------- | --------- | ---------- |
| 1969 | 100.300     | 293.000     | 34,2        | 33         | 8          | 25         | 3.039                     |         | 48        | 39        | 2          |
| 1980 | 115.497     | 347.508     | 33,2        | 23         | 7          | 16         | 5.021                     |         | 30        | 51        | 15         |
| 1990 | 134.815     | 442.175     | 30,5        | 37         | 26         | 11         | 3.643                     |         | 26        | 85        | 21         |
| 1999 | 149.076     | 514.786     | 29,0        | 52         | 47         | 5          | 2.866                     |         | 16        | 130       | 19         |
| 2000 | 161.489     | 514.800     | 31,4        | 48         | 44         | 4          | 3.364                     |         | 17        | 114       | 17         |
| 2001 | 162.529     | 515.600     | 31,5        | 53         | 49         | 4          | 3.066                     |         | 15        | 118       | 18         |
| 2002 | 164.086     | 516.113     | 31,8        | 51         | 47         | 4          | 3.217                     |         | 14        | 88        | 22         |
| 2003 | 206.113     | 516.113     | 39,9        | 56         | 51         | 5          | 3.680                     |         | 15        | 95        | 23         |
| 2004 | 200.000     | 700.000     | 28,6        | 58         | 54         | 4          | 3.448                     |         | 9         | 95        | 23         |
| 2006 | 207.644     | 725.746     | 28,6        | 64         | 60         | 4          | 3.244                     |         | 16        | 130       | 24         |
| 2011 | 240.000     | 1.219.000   | 19,7        | 60         | 57         | 3          | 4.000                     |         | 21        | 133       | 29         |
| 2013 | 550.000     | 1.055.400   | 52,1        | 66         | 61         | 5          | 8.333                     |         | 23        | 136       | 29         |
| 2016 | 591.100     | 1.141.080   | 51,8        | 56         | 53         | 3          | 10.555                    |         | 18        | 138       | 30         |
| 2019 | 650.000     | 1.254.100   | 51,8        | 60         | 58         | 2          | 10.833                    |         | 18        | 156       | 31         |
| 2021 | 574.650     | 1.277.081   | 45,0        | 60         | 58         | 2          | 9.577                     |         | 18        | 162       | 31         |
| 2023 | 738.045     | 1.437.366   | 51,3        | 72         | 68         | 4          | 10.250                    |         | 17        | 154       | 32         |